# Пелопонеско деспотство
Пелопонеското деспотство или Деспотство Морея (на гръцки: Δεσποτάτο του Μυστρά) е създадено вследствие превземането на Константинопол през 1204 г. от рицарите на Четвъртия кръстоносен поход. В резултат на временното разпадане на Византия в бившите ѝ земи се обособяват няколко самостоятелни държави: Никейска империя, Трапезундска империя, Епирско деспотство и латинските Латинска империя, Солунско кралство, Ахейско княжество и Атинско херцогство.

## Образуване
Още при създаването ѝ Латинската империя е разделена на множество кралства, княжества и графства. Едно от тях е Ахейското княжество, създадено през 1205 г. от Вилхелм фон Шамплит, участник в Четвъртия кръстоносен поход. Първоначално столица на княжеството е Андравида, но през 1249 г. Вилхелм II Вилардуен премества столицата в Мистра, в непосредствена близост до древна Спарта.
През 1259 г. Вилхелм II попада в плен на Михаил II Комнин, деспот на Епир. През 1262 г. Вилхелм II е освободен, след като предава по-голямата част от Ахейското княжество заедно със столицата Мистра. Тези земи се обединяват в деспотство и по времето на Кантакузините и Палеолозите се обособявят като територия секундус генитус/secundus genitus (на латински: secundus – „следващ, втори“ и genitus – „роден“), която се дава на втория в линията на престолоснаследниците.
През 1448 г. деспот Константин е коронясан в Мистра като Константин XI като последен византийски император. През 1453 г. е превзет Константинопол, а императорът пада убит. С това Пелопонеското деспотство и Трапезундската империя остават последните територии от бившата Византийска империя, незавзети от османските турци. Пелопонеското деспотство е окончателно покорено от турците през 1460 г. – приблизително година преди падането и на Трапезунд.

## Владетели на Пелопонеското деспотство
- Михаил I (1289 – 1316)[2]
- Андроник Асен Палеолог (1316 – 1322), син на българския цар Иван Асен III
- Мануил Асен Кантакузин (1348 – ?)
- Михаил Асен ?
  - Андрей Асен (?-1354)
- Мануил Асен Кантакузин (възстановен) (1354 – 1380)
- Матей Асен Кантакузин (1380 – 1383), византийски император
- Димитър I Кантакузин (1383)
- Теодор I Палеолог (1383 – 1407)
- Теодор II Палеолог (1407 – 1443)
- Константин XI Палеолог (1428 – 1449)
  - Димитър Палеолог (1428 – 1460)
  - Тома Палеолог (1449 – 1460)